# A Ship Comes In
 A Ship Comes In è un film del 1928, diretto da William K. Howard. Gli interpreti principali erano Rudolph Schildkraut e Louise Dresser. L'attrice, per la sua interpretazione, fu candidata nel 1929 - il primo anno in cui fu assegnato il premio - all'Oscar come miglior attrice, premio vinto da Janet Gaynor.

## Produzione
Il film fu prodotto dalla DeMille Pictures Corporation.

## Distribuzione
Distribuito dalla Pathé Exchange, il film uscì nelle sale cinematografiche USA il 4 gennaio 1928. È stato distribuito in video della Grapevine.